# 8546 Kenmotsu
A 8546 Kenmotsu (ideiglenes jelöléssel 1994 AH3) a Naprendszer kisbolygóövében található aszteroida. Endate Kin és Vatanabe Kazuró fedezte fel 1994. január 13-án.